# Cloondara
Cloondara (irl. Cluain Dá Rath, pol. pastwisko między dwoma fortami) – miasto w hrabstwie Longford w Irlandii, położone przy drodze krajowej N5, 7 km na zachód od Longford. Tutaj kończy się 145-kilometrowy Royal Canal, wybudowany na przełomie XVIII i XIX wieku, który łączy w Dublin z rzeką Shannon.